# Awa Guèye
Awa Guèye (Dakar, 31 agosto 1978) è un'ex cestista senegalese.

## Carriera
Con il Senegal ha disputato i Giochi olimpici di Sydney 2000 e tre edizioni dei Campionati mondiali (1998, 2002, 2010).